# Аю-Дагъ
«Аю-Дагъ» — кримськотатарський фольклорний ансамбль. Дипломант Міжнародного фестивалю «Золотий Грифон» (1996). Створений 1995 з метою вивчення й відтворення втрачених зразків народної музики кримськотатарського та інших корінних народів Криму. Концертну діяльність АД провадить у містах Криму; з 1996 гастролює за кордоном. Бере участь у благодійних концертах. У репертуарі — крим.-татар, нар. музика, фольклор країн Балкан, регіону, різні зразки нар. музики Сходу. Виконання містить елементи імпровізації. Має фонд, записи на радіо і ТБ АР Крим.
Склад:
- Ю. Сулейманов (кєр., акордеон),
- Е. Ахмедов (кларнет),
- Д. Османов (вокал),
- Б. Рустем (ударні),
- Е. Мемметов (клавішні).

## Джерело і посилання
- Аю-Дагъ // Українська музична енциклопедія / Г. Скрипник. — Інститут мистецтвознавства, фольклористики та етнології ім. М. Т. Рильського НАН України. — Київ, 2006. — Т. 1. — С. 113 . — ISBN 966-02-4100 (Т. 1).
- пісні гурту в mp3 [Архівовано 13 серпня 2014 у Wayback Machine.]